# Asura pudibonda
Asura pudibonda là một loài bướm đêm thuộc phân họ Arctiinae, họ Erebidae.